# Auguste Davin
Auguste Davin est un sculpteur et médailleur français né le 6 décembre 1866 à Saint-Michel-en-Beaumont et mort le 23 avril 1937 à Grenoble.

## Biographie
Auguste Davin est élève à l'École Vaucanson, puis à l'école des beaux-arts de Grenoble où il reçoit les conseils du sculpteur Eustache Bernard (1836-1904).
La vie d'Auguste Davin se partage ensuite entre Paris où il est élève d'Alexandre Falguière à l'École nationale supérieure des beaux-arts (le Dictionnaire Bénézit dit qu'il fut également élève de Jules Chaplain), où il est ami de Colette et où il expose au Salon des artistes français dès 1891, obtenant une mention honorable en 1894. Il expose également dans son Dauphiné natal en se réinstallant en 1905 à Grenoble, où il vit au 27, rue Sidi-Brahim et où il est nommé professeur, puis directeur de l'école des arts industriels (fondation de Boissieux). 
Les monuments commémoratifs, les statues et les portraits en médaillons de personnalités de son temps, tant dans la capitale que dans sa province d'origine, que réalise cet artiste « partageant avec Rodin le talent et la barbe à la Zeus » témoignent d'une reconnaissance de part et d'autre.
Mort en 1937, Auguste Davin est inhumé dans le caveau familial de Saint-Michel-en-Beaumont, son village natal dont une place porte aujourd'hui son nom. Sa sépulture est ornée de son portrait en médaillon en bronze exécuté par son ami Auguste Seysses. En 1938, son élève Victor Miard (1895-1971), sculpteur connu aussi pour son œuvre d'historien, peintre, affichiste et illustrateur, et qui conservera l'œuvre de son maître jusqu'à sa remise au musée Matheysin de La Mure, publie sous le pseudonyme de « Draim » une monographie d'Auguste Davin suivie d'un essai d'inventaire de ses travaux.

## Œuvres

### Monuments
- Christ, basilique du Sacré-Cœur de Grenoble.
- Monument au docteur Bernard Niepce, 1897, buste en bronze, Allevard, place des Thermes[9].
- Monument au docteur Romain Tagnard, 1909, buste en bronze, cimetière de La Mure[10].
- Statue équestre de Monument à Bayard, 1911, statue équestre érigée près du pont de Breda à Pontcharra, volée en 1992[11].
- Monument à la République, 1912, buste en bronze, Le Vésinet. Il était situé sur la place du Marché du Rond-Point et fut réquisitionné en novembre 1941 par décision du préfet de Seine-et-Oise pour être envoyé à la fonte[12].
- Sépulture de Joseph Guignier (1876-1912), 1912, cimetière de La Mure.
- La Maladie et la Vieillesse, tympan sculpté en fronton de l'hôpital-hospice de La Mure[13].
- Monument aux morts de Villard-de-Lans, 1920[14].
- Monument aux morts de Vizille, 1924[15].
- Stèle, Grenoble, école Vaucanson.
- Monument aux morts d'Allevard[16].
- Monument aux élèves de l'École normale d'instituteurs de Grenoble morts pour la Patrie.

### Bas-reliefs et médaillons
- Émile Erckmann, 1899, médaillon ornant la sépulture de l'écrivain Émile Erckmann, cimetière de Lunéville[17].
- Henri Saint-Romme, 1906, bas-relief en bronze, piédestal de la statue de la Liberté de Bartholdi, Roybon[18].
- Auguste Eugène Rubin, 1909, médaillon en bronze ornant la sépulture du sculpteur Auguste Rubin (disciple d'Auguste Bartholdi), Paris, cimetière du Montparnasse[19].
- La Poésie, La Loi et L'Électricité, trois bas reliefs, Grenoble, Maison des étudiants[1].

## Expositions
- Salon des artistes français, à partir de 1889 (mention honorable au Salon de 1894).
- Expositions non datées : Société dauphinoise des beaux-arts, Grenoble, Société des amis des arts de Grenoble.

## Réception critique
- « Sa thématique est toujours rigoureuse, parfois funèbre. » - Thierry Rode[3]

## Œuvres dans les collections publiques
- Grenoble, musée de Grenoble : bustes et médaillons dont Émile Erckmann (médaillon en bronze), Xavier Roux (médaillon en bronze), Eustache Bernard (médaillon en marbre, 1906, dédicacé « à mon premier maître » dans le marbre), Le Sculpteur Rubin (médaillon en bronze)[5], Concours musical de Grenoble (médaillon en bronze)[5].
- La Mure, musée Matheysin : nombreuses œuvres d'Auguste Davin dont le buste d'Alfred Chion-Ducollet[20].
- Lancey , musée de la houille blanche[21] : Statue allégorique de la houille blanche[22],[23].
- Saint-Étienne-de-Saint-Geoirs, mairie : La République, sculpture.

## Galerie

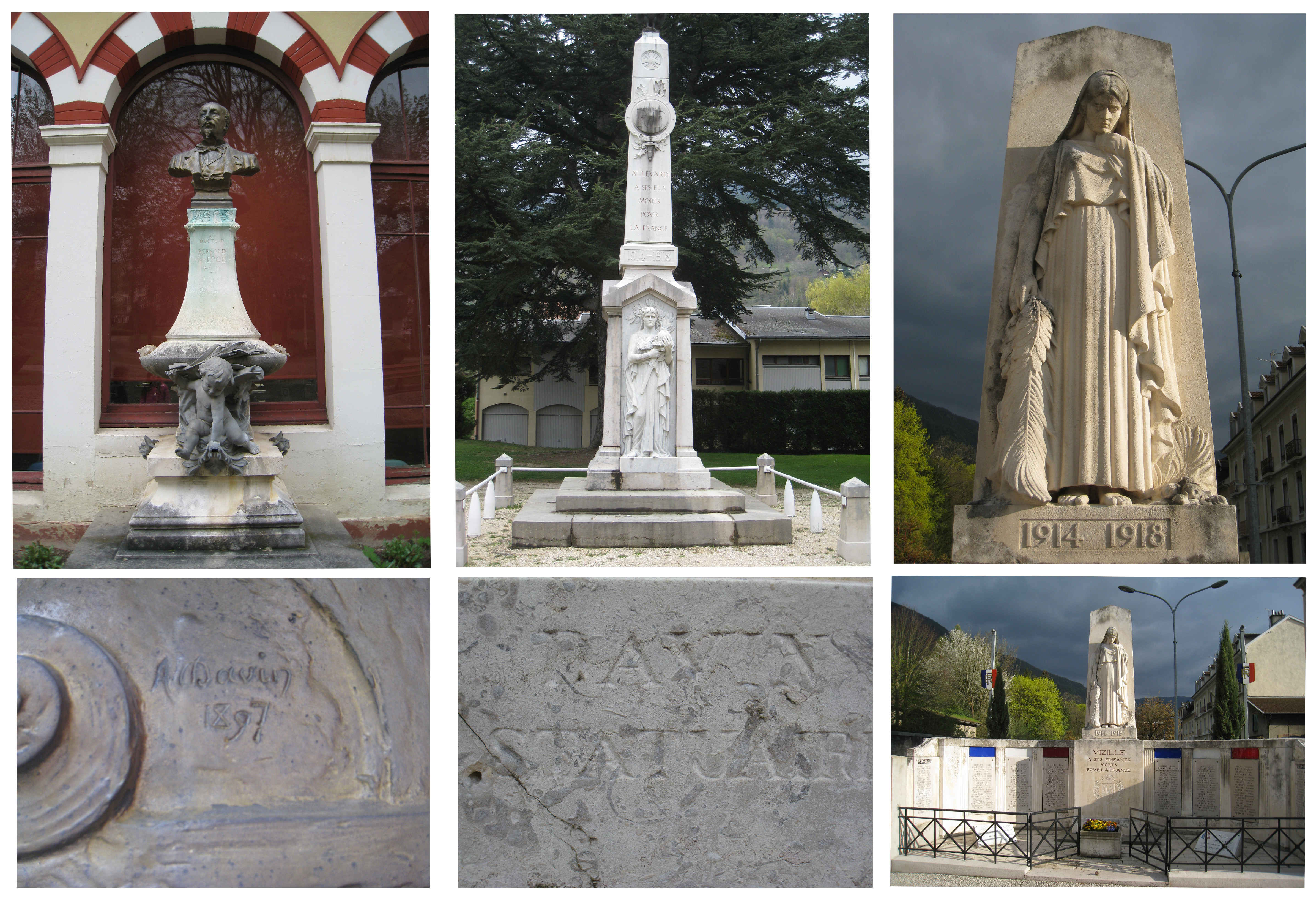
De gauche à droite : Monument au Docteur Bernard Niepce (en bas, détail signature), Monument aux morts d'Allevard (en bas, détail de la signature), détail du Monument aux morts de Vizille (en bas, vue d'ensemble).
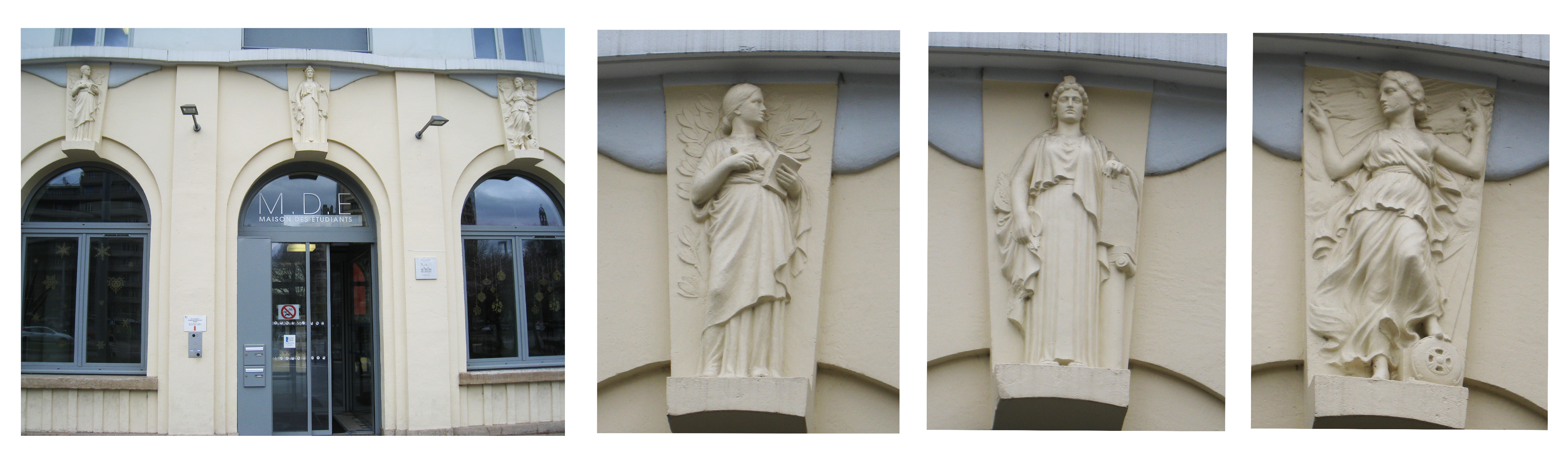
La Maison des étudiants, Grenoble. De gauche à droite : La Poésie, La Loi et L'Électricité.
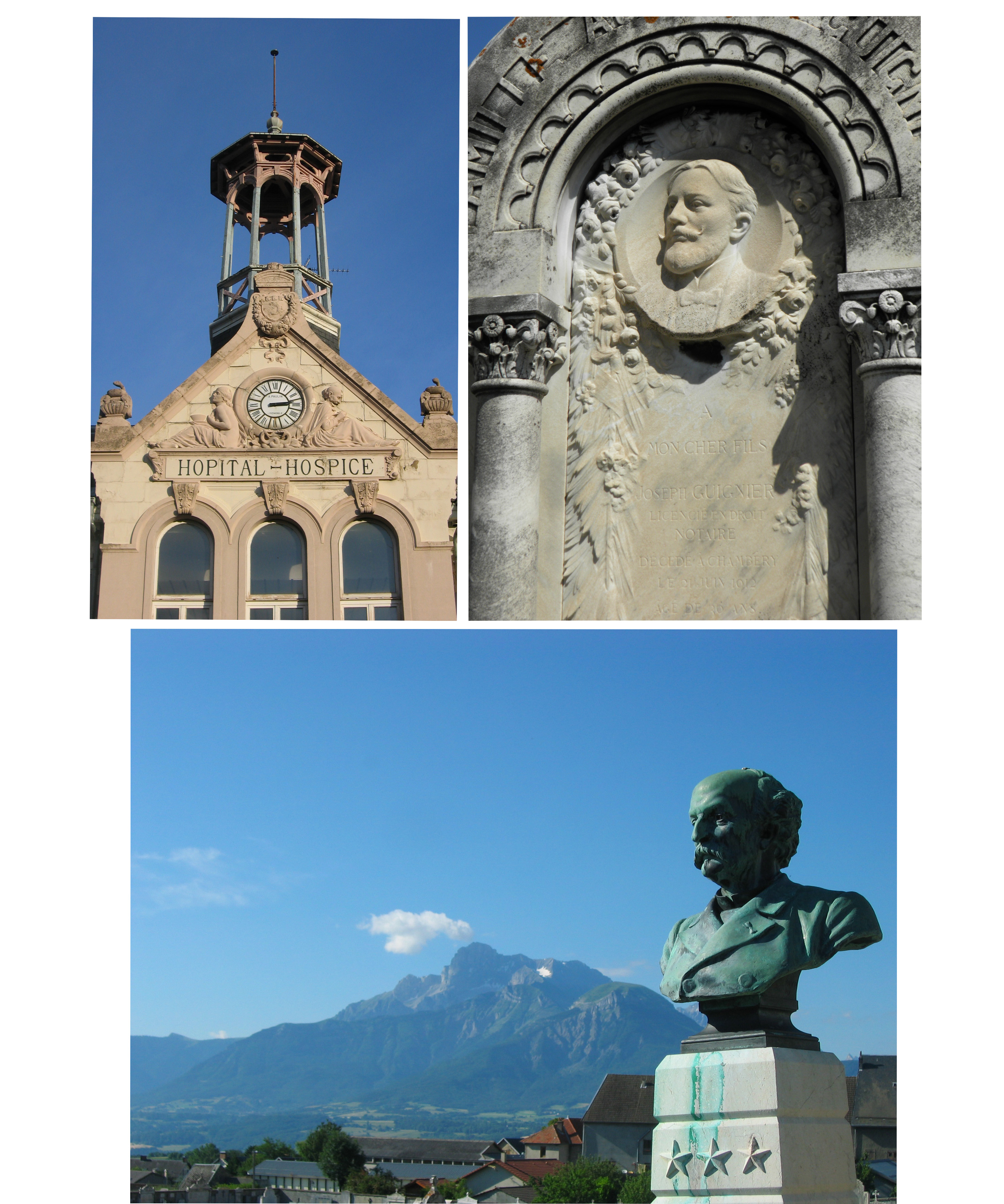
En haut de gauche à droite, à La Mure : tympan La Maladie et la vieillesse et sépulture de Joseph Guignier. En bas : Monument à Romain Tagnard, détail.
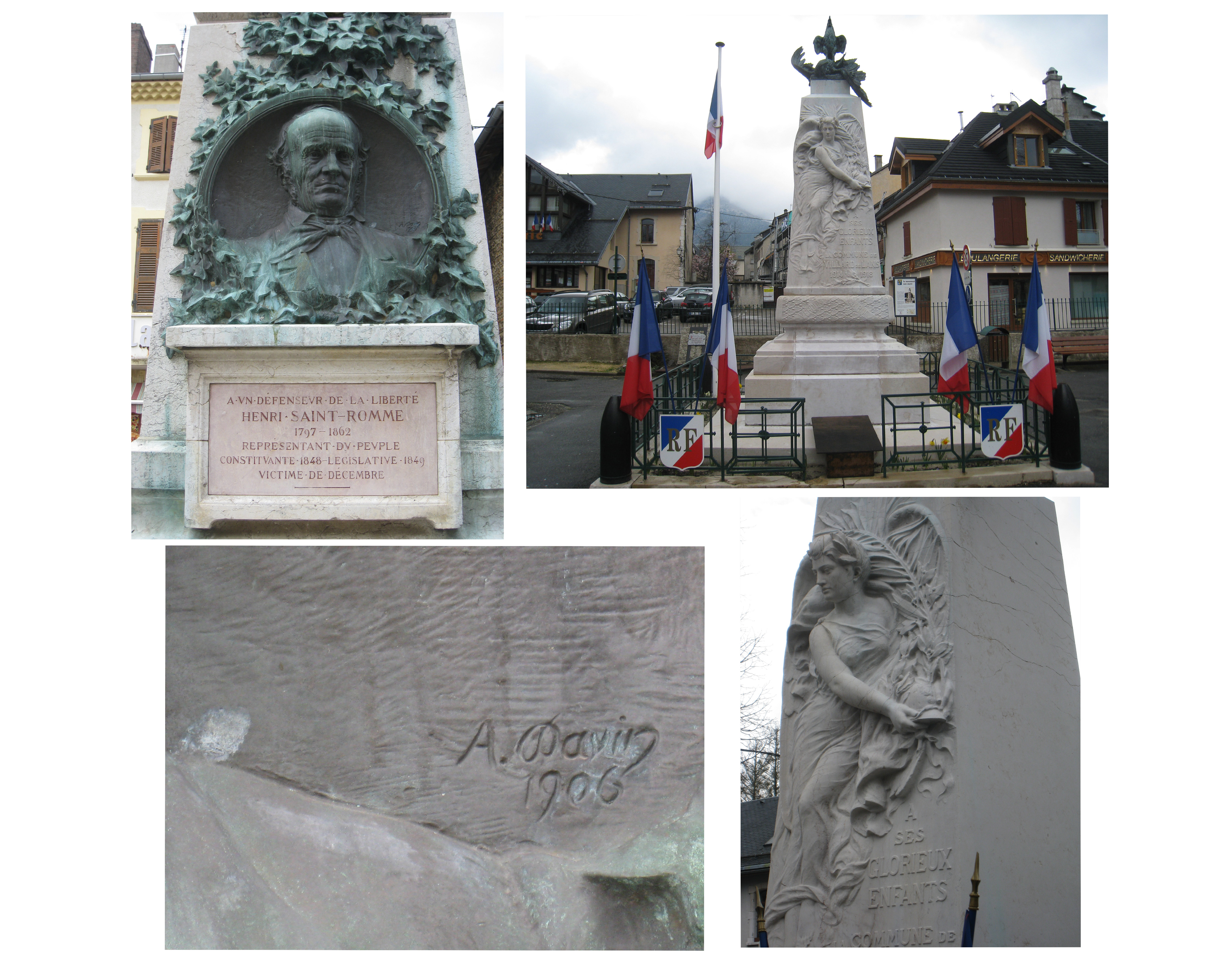
À gauche : Henri Saint-Romme, bas-relief sur le piédestal de la Statue de la Liberté, Roybon (en bas, détail de la signature). À droite : Monument aux morts de Villard-de-Lans (en bas, détail).